# 沖縄県信用漁業協同組合連合会
沖縄県信用漁業協同組合連合会（おきなわけんしんようぎょぎょうきょうどうくみあいれんごうかい）は、沖縄県那覇市前島に本店を置いていた、沖縄県内の漁業協同組合の信用事業を統括する県域漁協系金融機関であり、県内漁業協同組合を会員とし、県内各地の漁協に22の代理店を構える。通称は「JF沖縄信漁連」。統一金融機関コードは9496。

## 沿革
- 2021年4月 - 本会とともに九州各地の信漁連が統合され、九州信用漁業協同組合連合会となり、消滅。

## 店舗所在地
- 本店 / 沖縄県那覇市前島三丁目25-39